# ワルド・ポンセ
ワルド・ポンセ（Waldo Alonso Ponce Carrizo、1982年12月4日 - ）は、チリの元サッカー選手。元チリ代表。ポジションはディフェンダー。

## 経歴
2006年にチリ代表デビュー。2010 FIFAワールドカップではグループリーグの全3試合に出場、コパ・アメリカ2011でも全4試合に出場した。チリ代表として通算42試合に出場、4得点をあげた。

## 代表歴

### 出場大会
- チリ代表
  - 2010 FIFAワールドカップ

### 試合数
- 国際Aマッチ 42試合 4得点（2006年-2011年）[1]

| チリ代表 | 国際Aマッチ | 国際Aマッチ |
| 年       | 出場        | 得点        |
| -------- | ----------- | ----------- |
| 2006     | 3           | 1           |
| 2007     | 6           | 0           |
| 2008     | 6           | 0           |
| 2009     | 8           | 1           |
| 2010     | 6           | 0           |
| 2011     | 13          | 2           |
| 通算     | 42          | 4           |